# Lista de prefeitos de Tailândia (Pará)
Esta é a lista de prefeitos do município de Tailândia, estado brasileiro do Pará.
| N° | Prefeito                              | Partido                                          | Início do mandato     | Fim do mandato         | Observações                                                                    |
| -- | ------------------------------------- | ------------------------------------------------ | --------------------- | ---------------------- | ------------------------------------------------------------------------------ |
| 1  | Francisco Nazareno Gonçalves de Souza | Partido Socialista Brasileiro PSB                | 1° de Janeiro de 1989 | 31 de Dezembro de 1992 | Prefeito eleito em sufrágio universal.                                         |
| 2  | Francisco Alves Vasconcelos (Baratão) | Partido do Movimento Democrático Brasileiro PMDB | 1° de Janeiro de 1993 | 31 de Dezembro de 1996 | Prefeito eleito em sufrágio universal.                                         |
| 3  | Francisco Nazareno Gonçalves de Souza | Partido Socialista Brasileiro PSB                | 1° de Janeiro de 1997 | 31 de Dezembro de 2000 | Prefeito eleito em sufrágio universal.                                         |
| 4  | Paulo Liberte Jasper (Macarrão)       | Partido Democrático Trabalhista PDT              | 1° de Janeiro de 2001 | 31 de Dezembro de 2004 | Prefeito eleito em sufrágio universal.                                         |
| -  | Paulo Liberte Jasper (Macarrão)       | Partido da Social Democracia Brasileira PSDB     | 1° de Janeiro de 2005 | 31 de Dezembro de 2008 | Prefeito reeleito em sufrágio universal.                                       |
| 5  | Gilberto Miguel Sufredini             | Partido Trabalhista Brasileiro PTB               | 1° de Janeiro de 2009 | 13 de Agosto de 2012   | Prefeito eleito em sufrágio universal, posteriormente cassado.                 |
| 6  | Valdinei Palhares                     | Partido da República PR                          | 13 de Agosto de 2012  | 31 de Dezembro de 2013 | Segundo colocado nas eleições de 2008 no cargo como titular.                   |
| 7  | Rosinei Pinto de Souza (Ney da Saúde) | Partido Social Democrático PSD                   | 1° de Janeiro de 2013 | 31 de Dezembro de 2016 | Prefeito eleito em sufrágio universal.                                         |
| 8  | Paulo Liberte Jasper (Macarrão)       | Democratas DEM                                   | 1° de Janeiro de 2017 | 31 de Dezembro de 2020 | Prefeito eleito em sufrágio universal porém só assumiu devido decisão judicial |
| 9  | Paulo Liberte Jasper (Macarrão)       | Movimento Democrático Brasileiro MDB             | 1° de Janeiro de 2021 | 31 de Dezembro de 2024 | Prefeito eleito em sufrágio universal.                                         |
| 10 | Lauro Ferraz Hoffmann                 | Movimento Democrático Brasileiro MDB             | 1° de Janeiro de 2025 | Atualidade             | Prefeito eleito em sufrágio universal.                                         |